# Classe Duca d'Aosta
La classe Duca d'Aosta était une sous-classe de deux croiseurs légers de classe Condottieri construits dans les années 1930 à Livourne et à Gênes.

## Historique
Serie IV des condottieri comprenant deux navires, l'Eugenio di Savoia et l'Emanuele Filiberto Duca D'Aosta. Construits en 1936, ils sont très similaires au Montecuccoli, avec un blindage supérieur.
Très actifs jusqu'en 1942, ils participent à la bataille de Punta Stilo, du golfe de Syrte et à diverses escortes de convois vers l'Afrique. Capables de transporter des mines, ils effectuent plusieurs missions de mouillage jusqu'en 1943.
Les deux croiseurs se rendent aux Alliés lors de la capitulation italienne et sont cédés au titre des réparations de guerre. 
L'Eugenio di Savoia entre dans la Marine grecque (renommé Hellis) et est démoli en 1973. L'Emanuele Filiberto Duca D'Aosta, opère dans la Marine soviétique et est démoli en 1961.

## Navires de la classe
| Navire                          | Constructeur             | Pose de la quille | Lancement     | Mise en service | Fait           |
| ------------------------------- | ------------------------ | ----------------- | ------------- | --------------- | -------------- |
| Eugenio di Savoia               | Ansaldo, Gênes           | 6 juillet 1933    | 16 mars 1935  | 16 janvier 1936 | Démoli en 1973 |
| Emanuele Filiberto Duca D'Aosta | OTO Melara SpA, Livourne | 29 octobre 1932   | 22 avril 1934 | 13 juillet 1935 | Démoli en 1961 |